# Conseil scolaire de district de Peel
Le Conseil scolaire de district de Peel (Peel District School Board, PDSB) est un système des écoles à la Municipalité régionale de Peel, Ontario (Brampton, Caledon, Mississauga). Avec une superficie de 1,254 km2 (125,419 ha), le conseil a son siège dans l'HJA Brown Education Centre, à Mississauga.